# Carlowrightia parvifolia
Carlowrightia parvifolia är en akantusväxtart som beskrevs av T. S. Brandegee. Carlowrightia parvifolia ingår i släktet Carlowrightia och familjen akantusväxter. Inga underarter finns listade i Catalogue of Life.